# Guy Spence Gardner
Guy Spence Gardner (* 6. Januar 1948 in Altavista, Virginia) ist ein ehemaliger US-amerikanischer Astronaut.

## Ausbildung
Gardner machte seinen Schulabschluss auf der George Washington High School in Virginia 1965. Daraufhin studierte er Ingenieurwissenschaften, Raumfahrttechnik und Mathematik an der United States Air Force Academy und schloss 1969 mit einem Bachelor ab. 1970 erwarb er einen Master an der Purdue University in Raumfahrttechnik.

## US Air Force
Er trat 1971 in die US Air Force ein und machte eine Ausbildung auf der F-4. 1972 flog er 177 Kampfeinsätze im Vietnamkrieg von Thailand aus. Daraufhin wurde er Ausbilder für die F-4 und ab 1975 wurde er auf der Edwards Air Force Base zum Testpiloten ausgebildet.

## NASA
1980 wurde er in die 9. Astronautengruppe der NASA gewählt und ein Jahr lang als Pilot ausgebildet.

### STS-62-A
Für die erste Mission eines Space Shuttles vom Startkomplex SLC-6 auf der Vandenberg Air Force Base, STS-62-A, wurde er als Pilot ausgewählt, jedoch wurde diese Mission nach der Challenger-Katastrophe gestrichen. Sein Kommandant wäre Robert Laurel Crippen geworden, der als Pilot von Astronautenlegende John Watts Young die Mission STS-1 geflogen hatte, den Jungfernflug eines Space Shuttles.

### STS-27
Seinen ersten und kürzesten Weltraumeinsatz hatte Gardner als Pilot der Mission STS-27 vom 2. Dezember bis 6. Dezember 1988 mit dem Space Shuttle Atlantis. Diese viertägige Mission war ein geheimer Auftrag des US-Verteidigungsministeriums, bei dem der Aufklärungssatellit Lacrosse 1 ausgesetzt wurde. Mit an Bord befand sich Jerry Lynn Ross, der später als erster Mensch sieben Mal in den Weltraum aufbrechen sollte.

### STS-35
Bei seiner zweiten und letzten Weltraummission war Gardner wieder als Pilot, aber diesmal an Bord der Columbia, unterwegs. Hauptziel der Mission waren astronomische Beobachtungen mit den Geräten der ASTRO-1-Platform im Bereich der UV- und Röntgenstrahlen.
Bei diesem Flug kam es zu Startverzögerungen, so dass sich das erste Mal in der Geschichte zwei Space Shuttles startbereit auf der Startrampe gegenüberstanden.
Während der Mission gab es einige technische Probleme, so funktionierten zum Beispiel die Displays zum Ausrichten der ASTRO-1-Teleskope nicht. Die Teleskope mussten deshalb von der Erde aus gesteuert werden. Die wissenschaftlichen Ziele konnten aber trotzdem zu etwa 70 Prozent erreicht werden.

### Nach den Raumflügen
1991 verließ er die NASA um Chef der Testpilotenschule der Edwards Air Force Base zu werden. 1992 kehrte er zu NASA zurück und verließ damit die US Air Force endgültig, um das Shuttle-Mir-Programm zu leiten.

## Zusammenfassung
| Nr. | Mission | Funktion | Flugdatum                       | Flugdauer   |
| --- | ------- | -------- | ------------------------------- | ----------- |
| 1   | STS-27  | Pilot    | 2. Dezember – 6. Dezember 1988  | 4d 9h 5min  |
| 2   | STS-35  | Pilot    | 2. Dezember – 11. Dezember 1990 | 8d 23h 5min |

## Privates
Er ist verheiratet und hat drei Kinder.
In seiner Jugend war Gardner bei den Boy Scouts of America aktiv und erreichte den zweithöchsten Rang, den sogenannten Life Scout.